# Ethel Raby
Ethel Mabel Raby, verheiratete Davies, (* 8. Oktober 1914; † 30. März 2008) war eine britische Leichtathletin.
1938 gewann sie bei den British Empire Games in Sydney Silber im Weitsprung und mit der englischen 660-Yards-Stafette. Über 100 Yards und über 80 m Hürden schied sie im Vorlauf aus. Im selben Jahr wurde sie bei den Leichtathletik-Europameisterschaften in Wien Vierte im Weitsprung und scheiterte über 80 m Hürden im Vorlauf.
Im Weitsprung wurde sie sechsmal Englische Meisterin im Freien (1935–1939, 1946) und fünfmal in der Halle (1935–1939). Ihre persönliche Bestleistung in dieser Disziplin von 5,80 m stellte sie am 7. August 1937 in London auf.
Ethel Davies verstarb am 30. März 2008. Ihre Urne wurde zwei Monate später im neuseeländischen Makara beigesetzt.